# 伍德布蘭奇 (特拉華州)
伍德布蘭奇（英語：Wood Branch）是位於美國特拉華州蘇塞克斯縣的一個非建制地區。該地的面積和人口皆未知。

## 地理
伍德布蘭奇的座標為38°40′01″N 75°21′39″W / 38.66694°N 75.36083°W，而該地的平均海拔高度為13米（即43英尺）。